# Henrique Almeida
Henrique Almeida Caixeta Nascentes, noto semplicemente come Henrique Almeida (Brasilia, 27 maggio 1991), è un calciatore brasiliano, attaccante dell'Amazonas.

## Carriera

### Club
Nel 2009 si è trasferito al San Paolo, squadra che nel 2010 lo ha ceduto in prestito al Vitória e nel 2012 al Granada ed in seguito allo Sport Recife. Il 2 gennaio 2013 è stato acquistato dal Botafogo. Il 1º settembre dello stesso anno il Botafogo lo ha ceduto al Real Madrid Castilla con la formula del prestito con diritto di riscatto ma non è stato tesserato prima della chiusura del calciomercato ed è quindi tornato al Botafogo in attesa della seguente sessione di mercato.

## Palmarès

### Club

#### Competizioni statali
- Campionato Carioca: 1

Botafogo: 2013
- Campionato Paranaense: 1

Coritiba: 2017
- Campionato Amazonense: 1

Amazonas: 2025

#### Competizioni nazionali
- Coppa del Brasile: 1

Grêmio: 2016

### Nazionale
- Campionato sudamericano di calcio Under-20: 1

Perù 2011
- Campionato mondiale Under-20: 1

Colombia 2011

### Individuale
- Scarpa d'oro del campionato del mondo Under-20: 1

Colombia 2011 (5 gol)
- Pallone d'oro del campionato del mondo Under-20: 1

Colombia 2011